# گالپ انرژیا
گالپ انرژیا (به پرتغالی: Galp Energia) شرکت نفت و گاز پرتغالی است، که در عرصه مبادلات انرژی فعال بوده و بیش از ۱۰۰ شرکت تابعه و زیرمجموعه دارد.
این شرکت‌ها در زمینه‌هایی حوزه‌های حمل‌ونقل، ذخیره‌سازی، توزیع و تولید گاز طبیعی همچنین؛ اکتشاف، استخراج نفت، پالایش و پخش نفت خام و فراورده‌های نفتی، ارائه خدمات لجستیکی، تولید برق و انرژی‌های تجدیدپذیر فعالیت می‌نمایند. از نیمه دوم سال ۲۰۰۶ بخشی از سهام شرکت گالپ انرژیا در بازار بورس یورونکست لیسبون معامله می‌شود.

## تاریخچه
پتروسول، سوناپ، سیدلا، ساکور و پتروگال شرکت‌های پرتغالی هستند، که با ادغام آنها گالپ انرژیا تأسیس شد.
ساکور اولین شرکت نفتی پرتغالی بود، که در سال ۱۹۵۴ فعالیت خود را آغاز کرد. شرکت ساکور ۸۰ درصد از فعالیت‌های خود را در خارج از کشور پرتغال و در کشور مستعمره آن؛ آنگولا متمرکز کرده بود، که نفت خام و گاز طبیعی استخراج شده از آنگولا را به پرتغال منتقل می‌کرد، نفت و گاز تولید شده در پالایشگاه پرتغال تصفیه شده، به بنزین و گازوئیل تبدیل می‌شد.
شرکت‌های پرتغالی برای اولین بار در کشور مستعمره خود؛ آنگولا و در دهه ۱۹۵۰ میلادی به نفت رسیدند، سپس در سال ۱۹۵۳ شرکت پرتغالی آنگول را در کشور آنگولا تأسیس نمودند. در دهه ۱۹۶۰ میلادی فعالیت‌های این شرکت، به اکتشاف هیدروکربن‌ها محدود می‌شد.
در سال ۱۹۵۷ شرکت نفت پرتغالی دیگری توسط سوکار و در موزامبیک که آن نیز از کشورهای مستعمره پرتغال بود، تأسیس شد. نام این شرکت موکاکور بود.
پس از انقلاب میخک در پرتغال و کودتای نظامی در سال ۱۹۷۴ و در پی آن، خروج از کشورهای مستعمره و تحویل مدیریت شرکت‌های موجود در آن کشورها به دولت مربوطه در کشور پرتغال نیز صنعت نفت، ملی اعلام شد. سپس در آوریل ۱۹۷۶ شرکت پتروگال از ادغام ۴ شرکت سوناپ، سیدلا، پتروسول و ساکور تشکیل شد.
در سال ۱۹۹۹ شرکت پتروگال به گالپ انرژیا تغییر نام داد. این شرکت تا سال ۲۰۰۶ به صورت کاملأ دولتی اداره می‌شد، تا اینکه در همین سال (۲۰۰۶) نیمی از سهام آن در بازار بورس اوراق بهادار لیسبون به صورت عمومی عرضه گردید.

## واحدهای عملیاتی
عملیات شرکت گالپ انرژیا از چهار بخش تشکیل شده‌است:
- اکتشاف و تولید نفت خام
- پالایش و بازاریابی نفت خام و فراورده‌های نفتی
- گاز طبیعی: تأمین و توزیع
- بازاریابی و فروش حامل‌های انرژی

## ساختار مالکیت
در سال ۲۰۰۶ سهام شرکت گالپ انرژیا در بازار بورس اوراق بهادار یورونکست لیسبون عرضه شد و هم‌اکنون نیز بخشی از سهام شناور گالپ انرژی در بورس لیسبون دادوستد می‌شود. بزرگترین سهام‌داران شرکت گالپ و درصد مالکیت هر یک از آنها به صورت زیر است.
| میزان سهام | سهامداران              |
| ---------- | ---------------------- |
| ۳۳٬۳۴٪     | انی                    |
| ۹٪         | سونانگول               |
| ۱۸٬۳۴٪     | آموریم انرژی           |
| ۶٪         | اگزم هولدینگ           |
| ۷٬۰٪       | دولت پرتغال            |
| ۱٬۰٪       | کایشا جرال دی‌دیپوزیتوس |
| ۲۵٬۳۲٪     | آلتری                  |